# 北海道釧路方面の資格者配置路線
北海道釧路方面の資格者配置路線（ほっかいどうくしろほうめんのしかくしゃはいちろせん）とは、交通誘導警備業務に関し、道路又は交通の状況により、北海道釧路方面公安委員会が道路における危険を防止するため必要と認める路線である。当該路線で交通誘導警備業務を実施するにあたっては、交通誘導警備業務を実施する場所ごとに、交通誘導警備業務1級検定又は2級検定の合格証明書の交付を受けた警備員を1名以上配置しなければならない。

## 告示・施行
- 2006年12月1日：告示
- 2007年6月1日：施行
- 2015年6月1日：改正

## 路線一覧
|    | 路線名                    | 区間                                   |
| -- | ------------------------- | -------------------------------------- |
| 1  | 国道38号                  | 釧路方面に所在する警察署が管轄する地域 |
| 2  | 国道44号                  | 釧路方面に所在する警察署が管轄する地域 |
| 3  | 国道236号                 | 釧路方面に所在する警察署が管轄する地域 |
| 4  | 国道240号                 | 釧路方面に所在する警察署が管轄する地域 |
| 5  | 国道241号                 | 釧路方面に所在する警察署が管轄する地域 |
| 6  | 国道242号                 | 釧路方面に所在する警察署が管轄する地域 |
| 7  | 国道243号                 | 釧路方面に所在する警察署が管轄する地域 |
| 8  | 国道244号                 | 釧路方面に所在する警察署が管轄する地域 |
| 9  | 国道272号                 | 釧路方面に所在する警察署が管轄する地域 |
| 10 | 国道273号                 | 釧路方面に所在する警察署が管轄する地域 |
| 11 | 国道274号                 | 釧路方面に所在する警察署が管轄する地域 |
| 12 | 国道334号                 | 釧路方面に所在する警察署が管轄する地域 |
| 13 | 国道335号                 | 釧路方面に所在する警察署が管轄する地域 |
| 14 | 国道336号                 | 釧路方面に所在する警察署が管轄する地域 |
| 15 | 国道391号                 | 釧路方面に所在する警察署が管轄する地域 |
| 16 | 国道392号                 | 釧路方面に所在する警察署が管轄する地域 |
| 17 | 道道 根室中標津線         | 釧路方面に所在する警察署が管轄する地域 |
| 18 | 道道 中標津標茶線         | 釧路方面に所在する警察署が管轄する地域 |
| 19 | 道道 厚岸標茶線           | 釧路方面に所在する警察署が管轄する地域 |
| 20 | 道道 幕別大樹線           | 釧路方面に所在する警察署が管轄する地域 |
| 21 | 道道 根室半島線           | 釧路方面に所在する警察署が管轄する地域 |
| 22 | 道道 津別陸別線           | 釧路方面に所在する警察署が管轄する地域 |
| 23 | 道道 屈斜路摩周湖畔線     | 釧路方面に所在する警察署が管轄する地域 |
| 24 | 道道 釧路鶴居弟子屈線     | 釧路方面に所在する警察署が管轄する地域 |
| 25 | 道道 清水大樹線           | 釧路方面に所在する警察署が管轄する地域 |
| 26 | 道道 本別浦幌線           | 釧路方面に所在する警察署が管轄する地域 |
| 27 | 道道 豊頃糠内芽室線       | 釧路方面に所在する警察署が管轄する地域 |
| 28 | 道道 釧路空港線           | 釧路方面に所在する警察署が管轄する地域 |
| 29 | 道道 帯広浦幌線           | 釧路方面に所在する警察署が管轄する地域 |
| 30 | 道道 帯広新得線           | 釧路方面に所在する警察署が管轄する地域 |
| 31 | 道道 鹿追糠平線           | 釧路方面に所在する警察署が管轄する地域 |
| 32 | 道道 本別留辺蘂線         | 釧路方面に所在する警察署が管轄する地域 |
| 33 | 道道 網走川湯線           | 釧路方面に所在する警察署が管轄する地域 |
| 34 | 道道 静内中札内線         | 釧路方面に所在する警察署が管轄する地域 |
| 35 | 道道 釧路環状線           | 釧路方面に所在する警察署が管轄する地域 |
| 36 | 道道 根室浜中釧路線       | 釧路方面に所在する警察署が管轄する地域 |
| 37 | 道道 北見白糠線           | 釧路方面に所在する警察署が管轄する地域 |
| 38 | 道道 釧路インター線       | 釧路方面に所在する警察署が管轄する地域 |
| 39 | 道道 幕別帯広芽室線       | 釧路方面に所在する警察署が管轄する地域 |
| 40 | 道道 八千代帯広線         | 釧路方面に所在する警察署が管轄する地域 |
| 41 | 道道 更別幕別線           | 釧路方面に所在する警察署が管轄する地域 |
| 42 | 道道 旅来豊頃停車場線     | 釧路方面に所在する警察署が管轄する地域 |
| 43 | 道道 上士幌士幌音更線     | 釧路方面に所在する警察署が管轄する地域 |
| 44 | 道道 養老牛計根別停車場線 | 釧路方面に所在する警察署が管轄する地域 |
| 45 | 道道 忠別清水線           | 釧路方面に所在する警察署が管轄する地域 |
| 46 | 道道 川北中標津線         | 釧路方面に所在する警察署が管轄する地域 |
| 47 | 道道 花咲港温根沼線       | 釧路方面に所在する警察署が管轄する地域 |